# گینتا (داغستان)
گینتا (به لاتین: Ginta) یک منطقهٔ مسکونی در روسیه است که در شهرستان آگولسکی واقع شده‌است.